# Tórður Thomsen
Tórður Thomsen (11 giugno 1986) è un calciatore faroese, portiere del B68 Toftir.

## Carriera

### Club
Ha giocato nella prima divisione faroese.
In carriera ha giocato complessivamente 4 partite nei turni preliminari di Champions League e 9 in quelli di Coppa UEFA/Europa League.

### Nazionale
Nel 2014 e nel 2021 ha giocato 2 partite amichevoli (rispettivamente contro Liechtenstein e Gibilterra, entrambe vinte, rispettivamente per 4-1 e 5-1) con la nazionale faroese.